# Sito Alonso
Alfonso Alonso Blasco, detto Sito (Madrid, 12 aprile 1975), è un allenatore di pallacanestro spagnolo.

## Palmarès
- Copa del Rey: 1

Joventut: 2008
- Liga catalana: 1

Joventut: 2008